# 4997 Ksana
4997 Ksana eller 1986 TM är en asteroid i huvudbältet som upptäcktes den 6 oktober 1986 av den rysk-sovjetiska astronomen Ljudmila Karatjkina vid Krims astrofysiska observatorium på Krim. Den är uppkallad efter kemisten och miljöaktivisten Ksenia Nessler, en vän till upptäckaren.
Asteroiden har en diameter på ungefär nio kilometer.